# Когда время уходит
«Когда время уходит» (англ. When Time Ran Out…) — американский фильм-катастрофа 1980 года, продюсером которого является Ирвин Аллен, ранее спродюсировавший фильм «Ад в поднебесье» (1974).

## Сюжет
Предприимчивый и амбициозный владелец нефтяных месторождений Шелби Гилмор (Уильям Холден) строит собственный рай на отдалённом острове в Тихом океане, всерьёз вознамерившись заняться туристическим и гостиничным бизнесом. С этой целью он возводит там вместе со своим зятем и бизнес-партнёром Бобом Спенглером (Джеймс Францискус) комфортабельный отель высшего класса, разослав приглашения мировой элите.
При этом его нимало не смущает, что местный вулкан, последний раз извергавшийся в 1913 году, начинает заметно пробуждаться. Самоуверенность и увлечение собственной секретаршей Кей Кирби (Жаклин Биссет) мешают ему прислушаться к предостережениям своего друга и бывшего сожителя Кей — Хэнка Андерсона (Пол Ньюман), опытного эксперта-вулканолога, оборудовавшего лабораторию на самом краю кратера. Игнорировать тревожную информацию его настойчиво убеждает и жадный Спенглер, внешне сохраняющий чувства к его дочери Никки (Вероника Хэмел), но в реальности изменяющий ей с горничной Иолани (Барбара Каррера), находившейся в отношениях с управляющим отеля Брайаном (Эдвард Альберт).
Спустившись с двумя спутниками в исследовательской капсуле в жерло вулкана, Хэнк едва не погибает, но окончательно убеждается в неизбежности нового извержения, снова безуспешно пытаясь предупредить об этом владельцев острова, а также довольных нефтяников во главе с мастером буровой Тайни Бейкером (Алекс Каррас), обнаруживших поблизости богатое месторождение.
Пытаясь восстановить отношения с Кей, Хэнк отправляется с ней на уик-энд на побережье, но внезапно замечает начало извержения и гибель своих учёных коллег, после чего пара вылетает на вертолёте в сторону отеля, эвакуировав по пути знакомую семью. Заполонившие гостиницу богатые туристы удивлены и напуганы неожиданным извержением, но Спенглер прилюдно высмеивает учёного, игнорируя все его предупреждения и предлагая гостям дожидаться спасательную команду. Но когда на отель начинают сыпаться вулканические бомбы и появляются первые раненые, начинается паника и часть туристов захватывает вертолёт Хэнка, который, будучи перегруженным и недозаправленным, тут же терпит крушение на склоне близлежащей горы.
Между тем, со стороны пробудившегося вулкана в сторону отеля уже текут неудержимые потоки лавы, и Хэнк предлагает всем желающим срочно эвакуироваться на оставшихся автомобилях, чтобы, обогнув весь остров, достигнуть спасительной возвышенности на обратной его стороне. Беспринципный Спенглер горячо убеждает Гилмора, жену с любовницей, а также всех туристов в полной надёжности гостиницы как убежища, и к Хэнку присоединяются лишь немногие, включая Кей, управляющего Брайана, организатора петушиных боёв Сэма с семьёй, пожилую пару Вальдес, а также Френсиса Фэндли (Ред Баттонс), беглого финансового афериста из Нью-Йорка, и сопровождающего его частного детектива Тома Конти (Эрнест Боргнайн), получившего ожог глаз при падении на отель вулканической бомбы.
С колоссальным трудом, оставив автомашины у горного обвала и потеряв нескольких спутников, кучке смельчаков удаётся добраться до отдалённого горного леса и спастись от неумолимой стихии…

## Создание
Основой для сюжета, написанного ещё в 1969 году Гордоном Томасом и Максом Морган-Уиттсом, послужило реальное историческое извержение вулкана Монтань-Пеле на острове Мартиника в 1902 году, которое уничтожило город Сен-Пьер с 30 000 его жителей.
Съёмки начались в феврале 1979 года на крупнейшем из Гавайских островов — Большом острове. Основной съёмочной площадкой послужил курорт Каилуа-Кона, главный отель которого послужил декорацией для гостиницы Гилмора Калалеу. Некоторые сцены были отсняты в другом гавайском отеле Нанилоа.

## Оценка
Задуманный задолго до своего создания, потребовавшего немалых усилий и затрат, а также задействовавшего многих признанных звёзд кино, фильм провалился в прокате, собрав всего 3 763 988 долларов при свыше 20 000 000, затраченных на съёмки и рекламу.
Тем не менее, художник по костюмам Пол Заступневич в 1981 году удостоен был премии «Оскар» за лучший дизайн.

## В ролях
| Актёр             | Роль           |
| ----------------- | -------------- |
| Пол Ньюман        | Хэнк Андерсон  |
| Жаклин Биссет     | Кей Кирби      |
| Уильям Холден     | Шелби Гилмор   |
| Джеймс Францискус | Боб Спенглер   |
| Вероника Хэмел    | Никки Спенглер |
| Барбара Каррера   | Иолани         |
| Ред Баттонс       | Френсис Фэндли |
| Эрнест Боргнайн   | Том Конти      |
| Эдвард Альберт    | Брайан         |
| Алекс Каррас      | Тайни Бейкер   |
| Бёрджесс Мередит  | Рене Вальдес   |
| Валентина Кортезе | Роуз Вальдес   |
| Пэт Морита        | Сэм            |
| Шейла Аллен       | Мона           |
| Джон Консидайн    | Уэбстер        |
| Лонни Чэпмен      | Келли          |